# Noordenveld
Noordenveld  (anhörenⓘ) ist eine Gemeinde in der nordöstlichen niederländischen Provinz Drenthe. Sie hat 31.772 Einwohner (Stand 1. Januar 2025) und eine Fläche von 205 km².

## Ortsgliederung
Die Gemeinde Noordenveld umfasst insgesamt 26 Dörfer und Ortsteile. Der Sitz der Gemeindeverwaltung befindet sich in Roden.
Ortsteile gemäß ihrer Einwohnerzahl (Stichtag: 1. Januar 2024; Quelle: CBS):
| Roden          | 14.685 |
| Peize          | 5.330  |
| Norg           | 4.060  |
| Nieuw-Roden    | 1.370  |
| Veenhuizen     | 1.250  |
| Nietap         | 840    |
| Een            | 795    |
| Roderwolde     | 285    |
| Roderesch      | 250    |
| Langelo        | 225    |
| Een-West       | 220    |
| Westervelde    | 170    |
| Foxwolde       | 165    |
| Zuidvelde      | 165    |
| Huis ter Heide | 140    |
| Peest          | 135    |
| Leutingewolde  | 130    |
| Peizermade     | 130    |
| Lieveren       | 125    |
| Steenbergen    | 80     |
| Sandebuur      | 25     |

Weitere, nicht offizielle Ortsteile sind:
- Alteveer
- Matsloot
- Peizerwold
- Terheijl

## Bevölkerungsentwicklung
| 2000  | 2001  | 2002  | 2003  | 2004  | 2005  | 2006  | 2017  |
| ----- | ----- | ----- | ----- | ----- | ----- | ----- | ----- |
| 30868 | 30953 | 31563 | 31938 | 32119 | 31675 | 31579 | 32445 |

## Politik

### Gemeinderat
Der Gemeinderat wird seit der Gemeindegründung folgendermaßen gebildet:
| Partei                                 | Sitze | Sitze | Sitze | Sitze | Sitze | Sitze | Sitze |
| Partei                                 | 1997  | 2002  | 2006  | 2010  | 2014  | 2018  | 2022  |
| -------------------------------------- | ----- | ----- | ----- | ----- | ----- | ----- | ----- |
| Gemeentebelangen Noordenveld           | 7     | 7     | 8     | 5     | 7     | 9     | 10    |
| Lijst Groen Noordenveld                | –     | –     | –     | 4     | 4     | 3     | 4     |
| PvdA                                   | 6     | 4     | 7     | 4     | 3     | 3     | 2     |
| GroenLinks                             | 2     | 2     | 2     | 2     | 2     | 2     | 2     |
| VVD                                    | 3     | 4     | 3     | 4     | 2     | 2     | 2     |
| ChristenUnie                           | –     | 1     | 1     | 1     | 1     | 1     | 1     |
| CDA                                    | 3     | 3     | 2     | 2     | 2     | 2     | 1     |
| D66                                    | 1     | 1     | 0     | 1     | 2     | 1     | 1     |
| Onafhankelijk Democratisch Noordenveld | –     | 1     | –     | –     | –     | –     | –     |
| Noordenveld 2000                       | 0     | 0     | –     | –     | –     | –     | –     |
| RPF                                    | 1     | –     | –     | –     | –     | –     | –     |
| GPV                                    | 1     | –     | –     | –     | –     | –     | –     |
| Gesamt                                 | 23    | 23    | 23    | 23    | 23    | 23    | 23    |

### Bürgermeister und Beigeordnete
CDA, ChristenUnie, Gemeentebelangen Noordenveld und PvdA/GroenLinks haben sich für den Zeitraum von 2018 bis 2022 zu einer Koalition zusammengeschlossen. Gemeentebelangen Noordenveld steuert zwei Beigeordnete zum Kollegium bei, während CDA/ChristenUnie sowie PvdA/GroenLinks gemeinsam mit jeweils einem Beigeordneten vertreten sind. Folgende Personen gehören zum Kollegium:
| Funktion         | Name                | Partei                       | Anmerkung                                  |
| ---------------- | ------------------- | ---------------------------- | ------------------------------------------ |
| Bürgermeister    | Klaas Smid          | PvdA                         | seit dem 1. November 2015 im Amt           |
| Beigeordnete     | Henk Kosters        | Gemeentebelangen Noordenveld | erster Stellvertreter des Bürgermeisters   |
| Beigeordnete     | Alex Wekema         | PvdA/GroenLinks              | zweiter Stellvertreter des Bürgermeisters  |
| Beigeordnete     | Jeroen Westendorp   | CDA/ChristenUnie             | dritter Stellvertreter des Bürgermeisters  |
| Beigeordnete     | Kirsten Ipema       | Gemeentebelangen Noordenveld | vierte Stellvertreterin des Bürgermeisters |
| Gemeindesekretär | Marinus van der Wal | –                            | seit August 2016 im Amt                    |

## Lage, Verkehr und Wirtschaft

### Lage
Die Gemeinde liegt im Nordwesten der Provinz und grenzt an Leek (Provinz Groningen) und Haulerwijk (Gemeinde Ooststellingwerf, Provinz Friesland). Peize und Roden liegen je 6 km südlich der Autobahn A7 (Groningen – Drachten). Der nächstgelegene Bahnhof befindet sich in der Stadt Groningen.

### Öffentliche Verkehrsmittel
In der Gemeinde verkehren folgende Buslinien:
- 82: Groningen – Peize – Roden – Nieuw Roden
- 83: Assen – Peest – Norg – Een – Steenbergen/Langelo – Nieuw Roden – Roden
- 84: Drachten – Haulerwijk – Veenhuizen – Zuidvelde – Norg – Een – Haulerwijk – Drachten
- 86: Groningen – Peize – Donderen – Norg
- 116: Assen – Veenhuizen – Oosterwolde – Drachten (Schnellbus)
- 317: Groningen – (Peize) – Roden – Nieuw Roden (Schnellbus)
- 687: Nieuw Roden – Roden – Leek – Groningen Zernike (Schnellbus)

### Wirtschaft
Norg und auch Roden ziehen viele Touristen an. In Veenhuizen steht eine Justizvollzugsanstalt, die aus mehreren „gestichten“ (Anstalten), u. a. „Esserheem“, besteht, und den größten Arbeitgeber der Gemeinde darstellt. Roden hat ein kleines Industrie- und Gewerbegebiet. In der Gemeinde leben außerdem viele Landwirte sowie Pendler, die in Groningen arbeiten.

## Geschichte
Das Gebiet der Gemeinde war schon in der Mittel- und Jungsteinzeit von Menschen bewohnt.
Die meisten Dörfer entstanden rundum einen Anger im frühen Mittelalter.
Das Dorf Peize lebte jahrhundertelang vom Hopfenanbau für die damals zahlreichen Bierbrauereien der Stadt Groningen.
Im Jahr 1823 ließ König Wilhelm I. eine Reichsanstalt in Veenhuizen gründen. Ihre Aufgabe war es, Obdachlose, Kleinkriminelle, Prostituierte usw. aus den Städten während ihrer Freiheitsstrafe zu Landwirten umzuschulen. Dazu mussten sie eigenständig das umliegende Moor urbar machen. Kleine Bauernhöfe wurden ihnen zu niedrigen Pachtsummen zur Verfügung gestellt. Das Projekt dieser „Maatschappij van Weldadigheid“ (Gesellschaft der Wohltätigkeit) war nur zum Teil erfolgreich. Viele konnten sich der strengen Disziplin nicht unterwerfen und fielen nach ihrer Freilassung in ihr altes Leben zurück.

## Sehenswürdigkeiten
- Der kleine Wald Norgerholt, südlich von Norg, und die etwas größeren Waldgebiete nördlich dieses Dorfes.
- Das Hochmoorgebiet Fochteloër Veen, zwischen Veenhuizen und Oosterwolde (Gem. Ooststellingwerf) ist ein sehr wertvolles, beschränkt zugängliches Naturschutzgebiet.
- Auch südlich von Roden gibt es einige kleine Naturgebiete.
- die Dorfplätze (brinken) der Angerdörfer Norg und Roden, mit jeweils einer mittelalterlichen Dorfkirche und schönen, alten Bauernhäusern.
- In der Gemeinde befinden sich zwei jungsteinzeitliche Großsteingräber: Das Großsteingrab Steenbergen und das Großsteingrab Westervelde.
- Der örtliche Verkehrsverein stellt Landkarten mit Radtourrouten zur Verfügung.
- Die (sehr schön gelegene!) Strafanstalt Veenhuizen hat ein interessantes Gefängnismuseum.
- Die bemerkenswerte „havezate“ (= Herrenhaus, kleines Schloss) Mensinge bei Roden (erbaut 1381, renoviert im 17. Jahrhundert) kann im Sommer besichtigt werden.
- In Norg findet schon seit dem späten Mittelalter viermal im Jahr ein Pferdemarkt statt.
- Die Kirche in Peize hat eine schöne von Arp Schnitger gebaute Orgel.

## Städtepartnerschaften
- Dolsk (60 km südlich von Poznań), in Polen
- Sögel im Emsland, Deutschland
- Reichshof im Bergischen Land, Deutschland
- Tarnowo Podgórne, 15 km westlich von Poznań, Polen
- Litomyšl in Tschechien.

## Persönlichkeiten
- Warmolt Tonckens (1848–1922), Kolonialbeamter
- Geert Jan Jansen (* 1946), im Ortsteil Norg geborener Jurist und Politiker
- Harm Kuipers (*  1947), im Ortsteil Norg geborener Weltmeister im Eisschnelllauf